# Rio Kosa
O rio Kosa (em russo:  Коса) é um rio situado no Krai de Perm, na Rússia, um afluente do rio Kama. Seu comprimento é de cerca de 267 quilômetros, e a área de sua bacia é de 10.300 quilômetros quadrados. Sua superfície fica congelada do fim de outubro até o início de maio.